# 趙臣翼
趙臣翼，順天府大興縣人，原籍江苏省丹徒县，清朝政治人物、同進士出身。
光緒十二年（1886年），参加光緒丙戌科殿試，登進士三甲155名。同年五月，授內閣中書。
有子趙鵬第。